# Lãng khách
Lãng khách (tiếng Anh: Vagabond, tiếng tiếng Hàn: 배가본드) là một bộ phim truyền hình Hàn  tham nhũng rối rắm. Cuộc sống của anh đan xen với Go Hae-ri (Bae Suzy), một nhân viên bí mật cho Cơ quan Tình báo Quốc gia. Họ đã cùng nhau hợp tác để tìm ra nguyên nhân của vụ rơi máy bay.

## Diễn viên

### Diễn viên chính:
- Lee Seung-gi trong vai Cha Dal-geon [5]

Một diễn viên hành động đóng thế trải qua nhiều thăng trầm quyết định giải nghệ và chấp nhận làm tài xế taxi nhỏ bé. Thế giới của anh xoay quanh cậu cháu ruột 11 tuổi Cha Hoon, Dal Geon chăm chỉ kiếm tiền với mong muốn biến cuộc sống khá khẩm hơn nhưng không mấy khả quan.  Vì một sự cố hàng không mà anh đã vô tình phát hiện ra những sự thật không mấy hay ho và bị cuốn vào vòng xoáy bí ẩn của Cục tình báo quốc gia NIS.
- Bae Suzy trong vai Go Hae-ri [4]   Cô làm việc dưới vỏ bọc một nhân viên thực tập tại đại sứ quán Hàn Quốc ở Morocco. Ẩn đi thân phận điệp viên cục tình báo quốc gia Hae Ri giả vờ sống như một cô nàng hậu đậu vô tư vô nghĩ khiến người khác mất đi sự phòng bị. Go Hae Ri, một nhân viên tình báo thuộc Cơ quan Tình báo quốc gia. Bố của Go Hae Ri là Go Kang Chul, một Trung úy của Thủy quân lục chiến. Sau khi bố qua đời, Go Hae Ri quyết định trở thành nhân viên công vụ cấp bảy để gánh trách nhiệm chăm lo cho mọi người trong gia đình.
- Shin Sung-rok trong vai Gi Tae-woong [6]

Trưởng nhóm thông tin của Cơ quan Tình báo Quốc gia, anh ấy là một người đàn ông mạnh mẽ, thông minh, xử lý tình huống nhanh nhẹn,tinh thần trách nhiệm cao và trung thành với quốc gia.

### Diễn viên phụ:

#### Người ở nhà Xanh:
- Baek Yoon-sik trong vai Jung Kook-Pyo [7]

Tổng thống Hàn Quốc.
- Moon Sung-keun trong vai Hong Soon-Jo [7]

Thủ tướng Hàn Quốc.
- Kim Min-jong trong vai Yoon Han-Ki [7]

Thư kí cấp cao của Tổng thống.

#### Người ở NIS:
- Lee Ki-young vai Kang Joo Choel

Cục trưởng thuộc NIS
- Jung Man-sik vai Min Jae Sik [8]

Cục trưởng thuộc NIS - Cục trưởng Min là một người nham hiểm, tham vọng, độc ác, sẵn sàng bán đứng tổ chức và đồng nghiệp, hắn đã nghe theo lời dụ dỗ của Thư ký cấp cao Jun Han Ki làm tay trong cho John & Mark ở NIS, sau đó đã bị Go Hye Ri và Cha Dal Geon phát hiện. Sau này hắn đã cùng Jun Han Ki đầu quân cho Dynamic ở tập cuối.
- Hwang Bo-ra vai Gong Hwa Sook [9]

Nhân viên NIS trong tổ của Cục trưởng Min.
- Shin Seung-hwan vai Kim Se Hun

Nhân viên NIS trong tổ của Đội trưởng Ki Tae Woong.

#### Nhóm vận động hành lang:
- Lee Geung-young vai Edward Park (tên tiếng Hàn: Park Ki Pyo) [7]

Giám đốc điều hành của Dynamic KP.
- Moon Jeong-hee trong vai Jessica Lee [10]

Giám đốc Khu vực Châu Á của John & Mark. Sau khi ra tù đã dẫn theo Go Hye Ri đi Vương quốc Kiria.

### Diễn viên khác:
- Kim Jung-hyun trong vai Hong Seung-beom [11] (Thư ký của Jessica Lee)
- Choi Kwang-il vai Park Man-young (Bộ trưởng Bộ Quốc phòng)
- Shin Seung-hwan trong vai Kim Se-hun
- Kang Kyung-hun vai Oh Sang-mi [12]
- Lee Si-yoo trong vai Seo Young-ji
- Teo Yoo vai Jereom
- Park Ah-in vai Lily
- Choi Dae-chul trong vai Kim Do-soo (Thành viên Biệt đội Bất tử)
- Jang Hyuk-jin trong vai Kim Woo-gi (cơ phó)
- Yoon Na-moo trong vai Kim Ho-sik (Nhân viên Đại sứ quán)
- Ryu Won trong vai Mickey (Trợ lý Edward Park)
- Go kyu-pil vai Park Kwang-deok
- Yoo Hyung-kwan
- Matthew Douma
- Lee Hwang-Ui trong vai Tiến sĩ Kevin Kim

### Nhân vật đặc biệt:
- Moon Woo Jin trong vai Cha Hoon

Cháu trai của Cha Dal-gun (Ep. 1), một cậu bé thông minh, thích võ thuật, là thành viên của đội Taekwondo quốc gia.

## Sản xuất
Bộ phim này là sự hợp tác thứ tư giữa nhà biên kịch Jang Young-chul và Jung Kyung-Soon và đạo diễn Yoo In-sik sau Giant (2010), History of a Salaryman (2012), và Incarnation of Money (2013). Lee Seung-gi và Bae Suzy trước đây đóng chung với nhau trong Gu Family Book (2013). Lần đọc kịch bản đầu tiên được tổ chức vào ngày 2 tháng 6 năm 2018.

### Quay phim
Việc quay phim bắt đầu vào tháng 6 năm 2018 và bộ phim hoàn toàn được sản xuất trước. Quay phim ở nước ngoài diễn ra ở Bồ Đào Nha và Morocco.

### Phát hành
Ban đầu dự kiến phát sóng vào cuối năm 2018, bộ phim đã bị đẩy lùi vào tháng 5 năm 2019, và sau đó một lần nữa do các vấn đề về lịch trình quay phim và một thỏa thuận đang chờ xử lý với Netflix. Nó đã được phát sóng vào tháng 9 năm 2019.

## Nhạc nền phim

### Phần 1
| Phát hành vào ngày 20 tháng 9 năm 2019 | Phát hành vào ngày 20 tháng 9 năm 2019 | Phát hành vào ngày 20 tháng 9 năm 2019 | Phát hành vào ngày 20 tháng 9 năm 2019 | Phát hành vào ngày 20 tháng 9 năm 2019 | Phát hành vào ngày 20 tháng 9 năm 2019 |
| STT                                    | Nhan đề                                | Phổ lời                                | Phổ nhạc                               | Nghệ sĩ                                | Thời lượng                             |
| -------------------------------------- | -------------------------------------- | -------------------------------------- | -------------------------------------- | -------------------------------------- | -------------------------------------- |
| 1.                                     | "Good All Days"                        | Nam Hye-seung Jello Ann                | Nam Hye-seung Surf Green               | Lee Chan-sol                           | 3:24                                   |
| 2.                                     | "Good All Days" (Inst.)                |                                        | Nam Hye-seung Surf Green               |                                        | 3:24                                   |
| Tổng thời lượng:                       | Tổng thời lượng:                       | Tổng thời lượng:                       | Tổng thời lượng:                       | Tổng thời lượng:                       | 6:48                                   |

### Phần 2
| Phát hành vào ngày 27 tháng 9 năm 2019 | Phát hành vào ngày 27 tháng 9 năm 2019 | Phát hành vào ngày 27 tháng 9 năm 2019 | Phát hành vào ngày 27 tháng 9 năm 2019 | Phát hành vào ngày 27 tháng 9 năm 2019 | Phát hành vào ngày 27 tháng 9 năm 2019 |
| STT                                    | Nhan đề                                | Phổ lời                                | Phổ nhạc                               | Nghệ sĩ                                | Thời lượng                             |
| -------------------------------------- | -------------------------------------- | -------------------------------------- | -------------------------------------- | -------------------------------------- | -------------------------------------- |
| 1.                                     | "Fallen Star"                          | Nam Hye-seung Jello Ann                | Nam Hye-seung Surf Green               | Elaine                                 | 4:44                                   |
| 2.                                     | "Fallen Star" (Inst.)                  |                                        | Nam Hye-seung Surf Green               |                                        | 4:44                                   |
| Tổng thời lượng:                       | Tổng thời lượng:                       | Tổng thời lượng:                       | Tổng thời lượng:                       | Tổng thời lượng:                       | 9:28                                   |

### Phần 3
| Phát hành vào ngày 4 tháng 10 năm 2019 | Phát hành vào ngày 4 tháng 10 năm 2019 | Phát hành vào ngày 4 tháng 10 năm 2019 | Phát hành vào ngày 4 tháng 10 năm 2019 | Phát hành vào ngày 4 tháng 10 năm 2019 | Phát hành vào ngày 4 tháng 10 năm 2019 |
| STT                                    | Nhan đề                                | Phổ lời                                | Phổ nhạc                               | Nghệ sĩ                                | Thời lượng                             |
| -------------------------------------- | -------------------------------------- | -------------------------------------- | -------------------------------------- | -------------------------------------- | -------------------------------------- |
| 1.                                     | "Breaking Dawn"                        | Nam Hye-seung Jello Ann                | Nam Hye-seung B.a.B                    | I'll                                   | 3:25                                   |
| 2.                                     | "Breaking Dawn" (Inst.)                |                                        | Nam Hye-seung B.a.B                    |                                        | 3:25                                   |
| Tổng thời lượng:                       | Tổng thời lượng:                       | Tổng thời lượng:                       | Tổng thời lượng:                       | Tổng thời lượng:                       | 6:50                                   |

### Phần 4
| Phát hành vào ngày 11 tháng 10 năm 2019 | Phát hành vào ngày 11 tháng 10 năm 2019 | Phát hành vào ngày 11 tháng 10 năm 2019 | Phát hành vào ngày 11 tháng 10 năm 2019 | Phát hành vào ngày 11 tháng 10 năm 2019 | Phát hành vào ngày 11 tháng 10 năm 2019 |
| STT                                     | Nhan đề                                 | Phổ lời                                 | Phổ nhạc                                | Nghệ sĩ                                 | Thời lượng                              |
| --------------------------------------- | --------------------------------------- | --------------------------------------- | --------------------------------------- | --------------------------------------- | --------------------------------------- |
| 1.                                      | "Hello My Lover"                        | Nam Hye-seung Maktub Lee Raon           | Maktub Lee Raon                         | Baek A-yeon                             | 3:14                                    |
| 2.                                      | "Hello My Lover" (Inst.)                |                                         | Maktub Lee Raon                         |                                         | 3:14                                    |
| Tổng thời lượng:                        | Tổng thời lượng:                        | Tổng thời lượng:                        | Tổng thời lượng:                        | Tổng thời lượng:                        | 6:28                                    |

### Phần 5
| Phát hành vào ngày 18 tháng 10 năm 2019 | Phát hành vào ngày 18 tháng 10 năm 2019 | Phát hành vào ngày 18 tháng 10 năm 2019 | Phát hành vào ngày 18 tháng 10 năm 2019 | Phát hành vào ngày 18 tháng 10 năm 2019 | Phát hành vào ngày 18 tháng 10 năm 2019 |
| STT                                     | Nhan đề                                 | Phổ lời                                 | Phổ nhạc                                | Nghệ sĩ                                 | Thời lượng                              |
| --------------------------------------- | --------------------------------------- | --------------------------------------- | --------------------------------------- | --------------------------------------- | --------------------------------------- |
| 1.                                      | "Here For You"                          | Nam Hye-seung Jello Ann                 | Nam Hye-seung Park Sang-hee             | Lee Ju-hyuk                             | 3:27                                    |
| 2.                                      | "Here For You" (Inst.)                  |                                         | Nam Hye-seung Park Sang-hee             |                                         | 3:27                                    |
| Tổng thời lượng:                        | Tổng thời lượng:                        | Tổng thời lượng:                        | Tổng thời lượng:                        | Tổng thời lượng:                        | 6:54                                    |

### Phần 6
| Phát hành vào ngày 25 tháng 10 năm 2019 | Phát hành vào ngày 25 tháng 10 năm 2019 | Phát hành vào ngày 25 tháng 10 năm 2019 | Phát hành vào ngày 25 tháng 10 năm 2019 | Phát hành vào ngày 25 tháng 10 năm 2019 | Phát hành vào ngày 25 tháng 10 năm 2019 |
| STT                                     | Nhan đề                                 | Phổ lời                                 | Phổ nhạc                                | Nghệ sĩ                                 | Thời lượng                              |
| --------------------------------------- | --------------------------------------- | --------------------------------------- | --------------------------------------- | --------------------------------------- | --------------------------------------- |
| 1.                                      | "Open Fire"                             | Nam Hye-seung Jello Ann                 | Nam Hye-seung Park Jin-ho               | The VANE                                | 3:59                                    |
| 2.                                      | "Open Fire" (Inst.)                     |                                         | Nam Hye-seung Park Jin-ho               |                                         | 3:07                                    |
| Tổng thời lượng:                        | Tổng thời lượng:                        | Tổng thời lượng:                        | Tổng thời lượng:                        | Tổng thời lượng:                        | 7:06                                    |

### Phần 7
| Phát hành vào ngày 2 tháng 11 năm 2019 | Phát hành vào ngày 2 tháng 11 năm 2019 | Phát hành vào ngày 2 tháng 11 năm 2019 | Phát hành vào ngày 2 tháng 11 năm 2019                                   | Phát hành vào ngày 2 tháng 11 năm 2019 | Phát hành vào ngày 2 tháng 11 năm 2019 |
| STT                                    | Nhan đề                                | Phổ lời                                | Phổ nhạc                                                                 | Nghệ sĩ                                | Thời lượng                             |
| -------------------------------------- | -------------------------------------- | -------------------------------------- | ------------------------------------------------------------------------ | -------------------------------------- | -------------------------------------- |
| 1.                                     | "Falling in love"                      | Choi Min-ji (Chansline)                | Choi Min-ji (Chansline) Kim Seong-min (Chansline) Kim Si-won (Chansline) | IRO                                    | 3:47                                   |
| 2.                                     | "Falling in love" (Inst.)              |                                        | Choi Min-ji (Chansline) Kim Seong-min (Chansline) Kim Si-won (Chansline) |                                        | 3:47                                   |
| Tổng thời lượng:                       | Tổng thời lượng:                       | Tổng thời lượng:                       | Tổng thời lượng:                                                         | Tổng thời lượng:                       | 7:34                                   |

### Phần 8
| Phát hành vào ngày 9 tháng 11 năm 2019 | Phát hành vào ngày 9 tháng 11 năm 2019 | Phát hành vào ngày 9 tháng 11 năm 2019 | Phát hành vào ngày 9 tháng 11 năm 2019 | Phát hành vào ngày 9 tháng 11 năm 2019 | Phát hành vào ngày 9 tháng 11 năm 2019 |
| STT                                    | Nhan đề                                | Phổ lời                                | Phổ nhạc                               | Nghệ sĩ                                | Thời lượng                             |
| -------------------------------------- | -------------------------------------- | -------------------------------------- | -------------------------------------- | -------------------------------------- | -------------------------------------- |
| 1.                                     | "Vagabond"                             | Maktub Iraon                           | Maktub Iraon                           | Ha Hyun-woo (Guckkasten)               | 3:48                                   |
| 2.                                     | "Vagabond" (Movie Still ver.)          | Maktub Iraon                           | Maktub Iraon                           | Ha Hyun-woo (Guckkasten)               | 3:48                                   |
| 3.                                     | "Vagabond" (Inst.)                     | Maktub Iraon                           | Maktub Iraon                           |                                        | 3:48                                   |
| Tổng thời lượng:                       | Tổng thời lượng:                       | Tổng thời lượng:                       | Tổng thời lượng:                       | Tổng thời lượng:                       | 11:24                                  |

## Xếp hạng
- Trong bảng này, số màu xanh biểu thị xếp hạng thấp nhất và số màu đỏ thể hiện xếp hạng cao nhất.
- Môi đêm phát sóng được chia thành ba phần 20 phút với hai lần quảng cáo ở giữa.
- NR biểu thị rằng bộ phim không được xếp hạng trong 20 chương trình vào ngày đó.
- N/A biểu thị rằng xếp hạng không được biết đến.

| Tập        | Phần       | Ngày phát sóng            | Trung bình lượt xem | Trung bình lượt xem | Trung bình lượt xem |
| Tập        | Phần       | Ngày phát sóng            | AGB Nielsen         | AGB Nielsen         | TNmS                |
| Tập        | Phần       | Ngày phát sóng            | Toàn quốc           | Seoul               | Toàn quốc           |
| ---------- | ---------- | ------------------------- | ------------------- | ------------------- | ------------------- |
| 1          | 1          | Ngày 20 tháng 9 năm 2019  | 6.3% (16th)         | 6.7% (13th)         | 6.6% (17th)         |
| 1          | 2          | Ngày 20 tháng 9 năm 2019  | 8.0% (8th)          | 8.8% (6th)          | 7.9% (14th)         |
| 1          | 3          | Ngày 20 tháng 9 năm 2019  | 10.2% (4th)         | 11.5% (4th)         | 9.5% (7th)          |
| 2          | 1          | Ngày 21 tháng 9 năm 2019  | 5.8% (NR)           | 6.4% (19th)         | —                   |
| 2          | 2          | Ngày 21 tháng 9 năm 2019  | 8.1% (11th)         | 8.4% (6th)          | 7.1% (20th)         |
| 2          | 3          | Ngày 21 tháng 9 năm 2019  | 10.3% (4th)         | 10.7% (3rd)         | 9.3% (9th)          |
| 3          | 1          | Ngày 27 tháng 9 năm 2019  | 7.3% (10th)         | 7.5% (9th)          | 6.3% (18th)         |
| 3          | 2          | Ngày 27 tháng 9 năm 2019  | 8.4% (7th)          | 8.2% (7th)          | 8.2% (11th)         |
| 3          | 3          | Ngày 27 tháng 9 năm 2019  | 9.3% (5th)          | 9.1% (5th)          | 9.1% (7th)          |
| 4          | 1          | Ngày 28 tháng 9 năm 2019  | 6.8% (15th)         | 7.6% (12th)         | 7.1% (18th)         |
| 4          | 2          | Ngày 28 tháng 9 năm 2019  | 8.1% (9th)          | 8.8% (5th)          | 8.4% (12th)         |
| 4          | 3          | Ngày 28 tháng 9 năm 2019  | 10.2% (3rd)         | 11.1% (3rd)         | 9.7% (3rd)          |
| 5          | 1          | Ngày 4 tháng 10 năm 2019  | 7.4% (10th)         | 7.9% (10th)         | 7.2% (14th)         |
| 5          | 2          | Ngày 4 tháng 10 năm 2019  | 8.9% (9th)          | 9.1% (8th)          | 8.2% (11th)         |
| 5          | 3          | Ngày 4 tháng 10 năm 2019  | 11.5% (4th)         | 11.2% (6th)         | 11.0% (4th)         |
| 6          | 1          | Ngày 5 tháng 10 năm 2019  | 7.2% (14th)         | 7.7% (11th)         | 7.2% (18th)         |
| 6          | 2          | Ngày 5 tháng 10 năm 2019  | 10.0% (4th)         | 10.8% (4th)         | 8.9% (11th)         |
| 6          | 3          | Ngày 5 tháng 10 năm 2019  | 11.3% (3rd)         | 12.3% (3rd)         | 10.0% (5th)         |
| 7          | 1          | Ngày 11 tháng 10 năm 2019 | 7.5% (12th)         | 8.1% (12th)         | 7.1% (18th)         |
| 7          | 2          | Ngày 11 tháng 10 năm 2019 | 9.5% (7th)          | 10.1% (6th)         | 8.2% (11th)         |
| 7          | 3          | Ngày 11 tháng 10 năm 2019 | 11.4% (4th)         | 12.2% (3rd)         | 9.9% (6th)          |
| 8          | 1          | Ngày 12 tháng 10 năm 2019 | 7.2% (11th)         | 7.4% (11th)         | 7.1% (15th)         |
| 8          | 2          | Ngày 12 tháng 10 năm 2019 | 8.8% (8th)          | 9.0% (7th)          | 8.8% (6th)          |
| 8          | 3          | Ngày 12 tháng 10 năm 2019 | 10.1% (4th)         | 10.2% (3rd)         | 9.1% (5th)          |
| 9          | 1          | Ngày 18 tháng 10 năm 2019 | 7.0% (13th)         | 7.3% (11th)         | 7.5% (17th)         |
| 9          | 2          | Ngày 18 tháng 10 năm 2019 | 8.6% (9th)          | 9.0% (8th)          | 8.7% (10th)         |
| 9          | 3          | Ngày 18 tháng 10 năm 2019 | 10.6% (4th)         | 10.8% (3rd)         | 10.0% (6th)         |
| 10         | 1          | Ngày 19 tháng 10 năm 2019 | 7.9% (8th)          | 8.0% (7th)          | 8.4% (10th)         |
| 10         | 2          | Ngày 19 tháng 10 năm 2019 | 10.2% (3rd)         | 10.6% (3rd)         | 9.7% (4th)          |
| 11         | 1          | Ngày 25 tháng 10 năm 2019 | 7.9% (10th)         | 8.2% (9th)          | 7.6% (15th)         |
| 11         | 2          | Ngày 25 tháng 10 năm 2019 | 8.9% (7th)          | 8.9% (7th)          | 8.6% (10th)         |
| 11         | 3          | Ngày 25 tháng 10 năm 2019 | 10.2% (4th)         | 10.0% (4th)         | 9.7% (7th)          |
| 12         | 1          | Ngày 26 tháng 10 năm 2019 | 9.0% (6th)          | 9.5% (5th)          | —                   |
| 12         | 2          | Ngày 26 tháng 10 năm 2019 | 11.6% (3rd)         | 11.9% (3rd)         | —                   |
| 13         | 1          | Ngày 2 tháng 11 năm 2019  | 10.4% (4th)         | 10.3% (4th)         | 8.8% (8th)          |
| 13         | 2          | Ngày 2 tháng 11 năm 2019  | 12.8% (3rd)         | 12.6% (3rd)         | 11.0% (3rd)         |
| 14         | 1          | Ngày 9 tháng 11 năm 2019  | 8.5% (5th)          | 8.9% (5th)          | 8.8% (8th)          |
| 14         | 2          | Ngày 9 tháng 11 năm 2019  | 10.2% (4th)         | 10.6% (4th)         | 9.3% (6th)          |
| 14         | 3          | Ngày 9 tháng 11 năm 2019  | 11.2% (3rd)         | 11.3% (3rd)         | 10.4% (3rd)         |
| 15         | 1          | Ngày 22 tháng 11 năm 2019 | 8.7% (10th)         | 9.0% (8th)          | 7.3% (16th)         |
| 15         | 2          | Ngày 22 tháng 11 năm 2019 | 10.1% (5th)         | 10.4% (3rd)         | 8.2% (11th)         |
| 15         | 3          | Ngày 22 tháng 11 năm 2019 | 11.8% (2nd)         | 12.1% (2nd)         | 9.6% (6th)          |
| 16         | 1          | Ngày 23 tháng 11 năm 2019 | 9.3% (5th)          | 9.4% (5th)          | 8.6% (10th)         |
| 16         | 2          | Ngày 23 tháng 11 năm 2019 | 11.7% (4th)         | 11.9% (4th)         | 10.3% (4th)         |
| 16         | 3          | Ngày 23 tháng 11 năm 2019 | 13.0% (3rd)         | 13.1% (3rd)         | 12.1% (3rd)         |
| Trung bình | Trung bình | Trung bình                | 9.3%                | 9.7%                | —                   |

## Phát sóng quốc tế
Bộ phim được phát trực tuyến trên toàn thế giới trên Netflix.